# Wyżyna Kolumbii

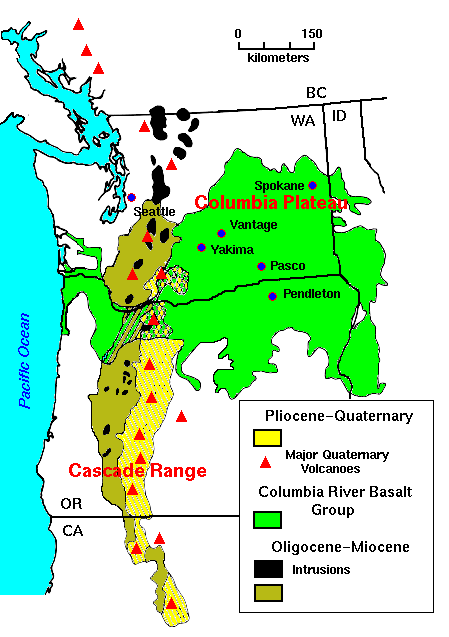
Wyżyna Kolumbii (oznaczona kolorem zielonym)

Wyżyna Kolumbii (ang. Columbia Plateau) – wyżyna na północnym zachodzie Stanów Zjednoczonych, zajmuje powierzchnię około 167 tys. km². 
Ludność na wyżynie zajmuje się uprawą zbóż, buraków cukrowych i owoców oraz wydobyciem rud cynku i ołowiu.

## Położenie
Obejmuje południową część stanu Waszyngton, północną i wschodnią część stanu Oregon, wschodnie fragmenty Idaho oraz północną część Nevady.  W obrębie wyżyny znajdują się dorzecza rzek Kolorado, Snake i Salmon. Największym ośrodkiem miejskim jest Yakima. Najwyższym punktem jest szczyt Sacajawea Peak o wysokości 2999 m n.p.m., położony w Górach Wallowa. Średnia wysokość Wyżyny Kolumbii to 1050 m. 

## Geologia

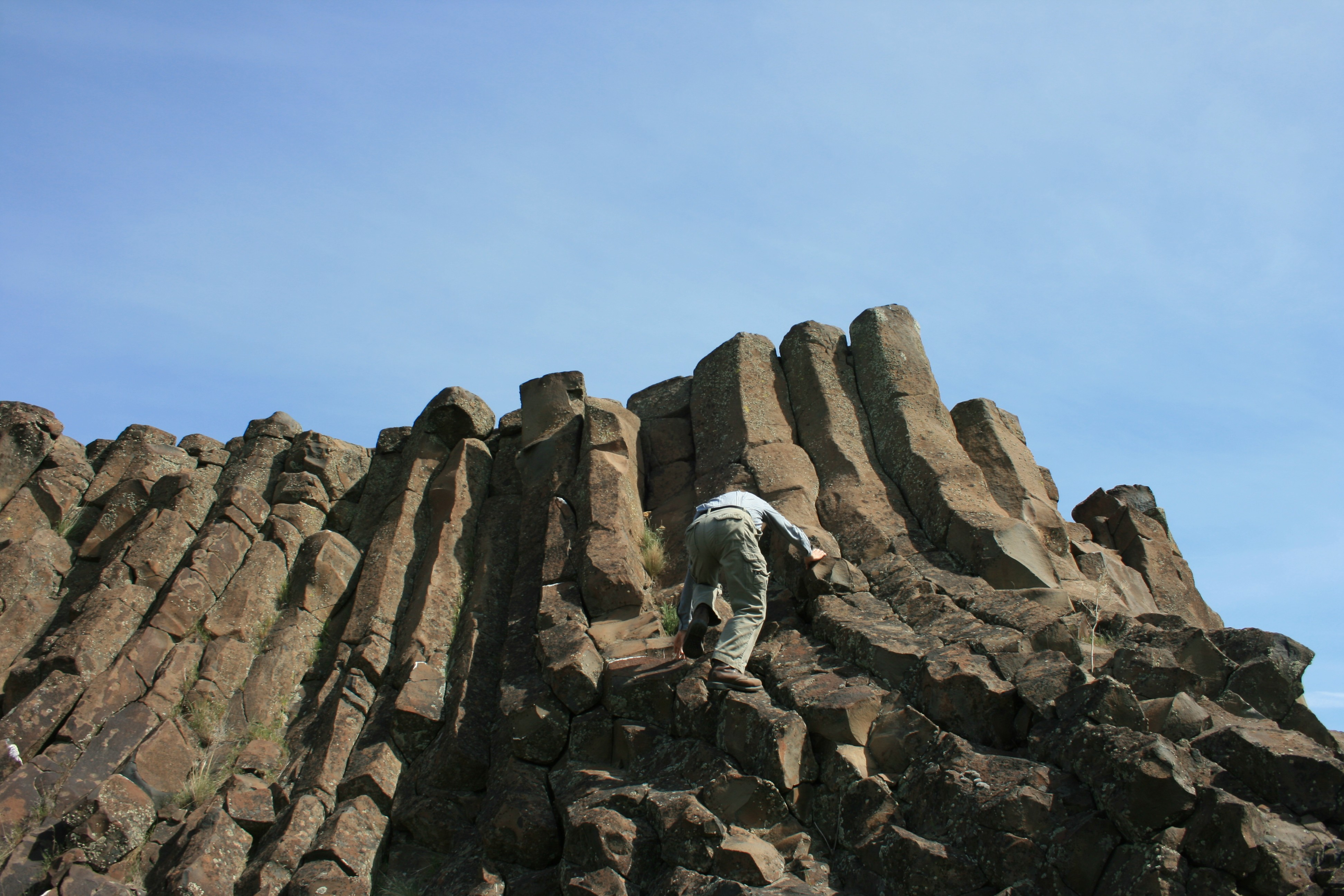
Struktury bazaltowe

Wyżyna pod względem geologicznym jest to stosunkowo młodym tworem, gdyż powstała w okresie od 16,7 do 5,5 mln lat temu. Zbudowana jest ze skał bazaltowych, które powstały w wyniku erupcji w co najmniej 350 miejscach. Większość (93%) objętości skał bazaltowych pochodzi z okresu przedziału czasowego około 1,1 miliona lat (16,7 do 15,6 mln lat temu). Wpływy w tym okresie były bardzo obfite, często przekraczające 1000 km³. W wielu miejscach, szczególnie wzdłuż uskoków oraz wzdłuż rzek można spotkać charakterystyczne kolumny bazaltowe, o średnicy od 0,5 do 3 m powstałe w wyniku ochłodzenia gorącej lawy, których regularność jest tym większa im znajdują się dalej od innych skał. Roślinność  pustynna i półpustynna.